# Telapón
El Telapón (del náhuatl Tetlapan, «en el río de piedras») es un volcán ubicado en el Eje Neovolcánico de México, específicamente en el municipio de Ixtapaluca, en el Estado de México. Con una altitud oficial de 4080 metros sobre el nivel del mar, se trata de una de las cumbres más altas del país. No obstante, por su escasa prominencia con respecto al cercano monte Tláloc (4120 m s. n. m.), frecuentemente se omite de este tipo de listas.

## Geografía
El Telapón y el Tláloc —junto con otros cerros menores como Los Potreros (3600 m s. n. m.)— conforman la llamada Sierra de Río Frío, que es el extremo septentrional de la Sierra Nevada. Esta incluye los volcanes Popocatépetl e Iztaccíhuatl. Se trata de un segmento del Eje Neovolcánico con una orientación mayormente norte-sur que conforma la línea divisoria de las aguas entre las cuencas hidrográficas del Pacífico (cuenca del Balsas) y del Golfo (cuenca del Pánuco).
El Telapón cuenta con un clima de montaña cuya designación oficial es «semifrío subhúmedo con lluvias en verano, de humedad media». La latitud tropical del monte es templada por su altitud. La temperatura media anual se encuentra alrededor de los 8 °C, mientras que la precipitación anual, gran parte de la cual se registra en la estación lluviosa (mayo a octubre), oscila entre los 1000 y 1200 mm.
Al pie del Telapón se encuentran los poblados de Llano Grande y Río Frío de Juárez. Este último es un histórico puerto de montaña entre los valles de México y Puebla-Tlaxcala, ubicado sobre la Carretera Federal 150D (México-Córdoba).

## Biodiversidad
El Telapón forma parte del parque nacional Izta-Popo Zoquiapan, uno de los primeros parques nacionales de México. Originalmente, el parque englobaba todo el territorio de la Sierra Nevada de una altitud superior a los 3000 metros sobre el nivel del mar. Sin embargo, por la presión de la industria maderera, los límites del parque se retrazaron en 1948 para reducir la zona de conservación alrededor del macizo Izta-Popo a la cota de los 3600 metros. Aunque esto no afectó al área de la Sierra de Río Frío, el decreto significó que esta quedó como un exclave del parque, una subdivisión llamada "Parque Nacional Zoquiapan".
Como gran parte de las zonas serranas de México, el Telapón se encuentra cubierto por un bosque subtropical de coníferas. Se trata de un bosque mixto con predominancia de pinos (Pinus spp., en especial P. hartwegii), ailes (Alnus spp., en especial A. firmifolia) y oyameles (Abies religiosa). También caracteriza a la parte más cerrada del bosque (hasta los 3600 m s. n. m.) la presencia de «pegarropas» o plantas que se adhieren al pelo y a la ropa, como la flor de araña (Sigesbeckia jorullensis) o el abrojo (Acaena elongata). Entre los 3700 y los 4000 m s. n. m., el bosque se disipa y abre paso al zacatonal. En las partes más elevadas, se encuentra enebro azul (Juniperus monticola f. compacta) en abundancia. Estos ecosistemas sirven de hogar a la fauna local, consistente de coyotes (Canis latrans), lagartijas espinosas o chintetes (Sceloporus spp., en especial S. grammicus y S. mucronatus), varias aves cantoras y rapaces, así como el endémico zacatuche (Romerolagus diazi).

## Montañismo
El monte puede accederse desde varios flancos, siendo los más comunes la ascensión desde Río Frío (ruta sureste, aunque se encumbra por el norte), desde Llano Grande (ruta sur), o bien desde San Pablo Ixayoc, en el municipio de Texcoco (ruta noroeste). En cada caso, no presenta mayores dificultades técnicas, aunque puede tornarse algo larga al contar con un desnivel importante (de cuando menos 850 metros) y tomar de media a una jornada. No obstante, en días claros recompensa con una vista panorámica de varias de las cumbres más elevadas del país: el Nevado de Toluca al oeste, los volcanes Popocatépetl e Iztaccíhuatl al sur, el Tláloc al norte, así como la Malinche, el Pico de Orizaba y la Sierra Negra al este.
El fácil acceso al monte ha actuado en detrimento de su estado de conservación. En la cima se encuentran un monumento al Sagrado Corazón de Jesús y un sinnúmero de cruces colocadas por o en honor a montañistas. Además, cerca de la cima se localiza un vertedero de latas de conserva.